# Едвін Кребс
Едвін Герхард Кребс (англ. Edwin Gerhard Krebs; 6 червня 1918, Ленсінг— 21 грудня 2009, Сієтл, Вашингтон, США) — американський біохімік, лауреат Нобелівської премії з фізіології або медицини 1992 рік «за відкриття, що стосуються оборотного білкового фосфорилювання як механізму біологічної регуляції».

## Біографія
Едвін Кребс народився в сім'ї пресвітеріанського пастора. У 1936 вступив до Іллінойського університету, а закінчивши, — здобув медичну освіту в медичній школі в Вашингтонському університеті в Сент-Луїсі (Сент-Луїс, Міссурі), в 1943. До 1946 року служив в військово-морських силах США. Після демобілізації Кребс продовжив наукову діяльність в біохімічній лабораторії Карла та Терези Корі, які отримали Нобелівську премію в 1947 році за дослідження перетворення глікогену, де він займався взаємодією протаміну та фосфорилази. Через два роки в 1948 Кребс вирішив продовжити заняття біохімією і почав працювати в Університеті Вашингтона в Сієтлі. У 1953 році разом з Едмондом Фішером, який приїхав до університету зі Швейцарії, став займатися дослідженням регуляції активності глікогенфосфорилази.
Науковці виявили, що серія реакцій, яку спричинюють гормони і кальцій, призводить до активації-інактивації цього глікогенфосфорилази. Активація-інактивація ферменту спричинюється його оборотним фосфорилюванням. Процес, який відкрили Фішер і Кребс, каталізується двома ферментами: протеїнкіназою та фасфатазою. Протеїнкінази (найпоширеніша з них — тирозинкіназа) переносять фосфатну групу з АТФ на гідроксильну групу ферменту. При цьому конформація ферменту змінюється і він стає каталітично активним. Потім білкова фосфатаза відщеплює фосфатну групу і фермент повертається в початкову неактивну форму. Виявилося, що таке циклічне регулювання ферментативної активності та відповідних метаболічних процесів надзвичайно широко поширене в природі.
У 1992 році за відкриття оборотного білкового фосфорилювання Фішер і Кребс отримали Нобелівську премію з фізіології або медицини.